# Distretto di Bordj Bou Naama
Il distretto di Bordj Bou Naama è un distretto della provincia di Tissemsilt, in Algeria.

## Comuni
Il distretto di Bordj Bou Naama comprende 4 comuni:
- Bordj Bou Naama
- Beni Chaib
- Beni Lahcene
- Sidi Slimane